# Jeff Strasser
Jeff Strasser (ur. 5 października 1974 w mieście Luksemburg) – były luksemburski piłkarz, występujący na pozycji obrońcy, karierę zakończył w klubie Grasshopper Club.
Strasser rozpoczynał swoją karierę w zespole Union Luxembourg, występującym w 1. lidze swojego kraju. Szybko zadebiutował w reprezentacji Luksemburga. Później przeszedł do francuskiego FC Metz. Od 1999 jest jedynym zawodnikiem z Luksemburga w 1. Bundeslidze. Najpierw podpisał kontrakt z 1. FC Kaiserslautern, z którym w 2000 roku zajął 5. miejsce w lidze. W 2002 przeszedł do klubu Borussia Mönchengladbach, w którym od 2005 do 2006 był kapitanem. Latem 2006 na zasadzie wolnego transferu przeszedł do drużyny Racingu Strasbourg. W 2007 roku powrócił do FC Metz, z którego w 2009 r. przeniósł się do luksemburskiego Fola Esch. W Fola Esch wystąpił jednak tylko 2 razy i jeszcze w 2009 r. przeniósł się do szwajcarskiego klubu Grasshopper Club. Po wygaśnięciu 30 czerwca 2010 roku kontraktu z zespołem zakończył karierę piłkarską.
W reprezentacji Luksemburga był kapitanem i piłkarzem grającym w najlepszym klubie. Dla drużyny narodowej zagrał w sumie 98 razy i zdobył 7 goli.
Od 2010 roku rozpoczął pracę w klubie Fola Esch. Najpierw pracował z drużynami juniorskimi, a w sierpniu 2011 roku został trenerem pierwszego zespołu. W sezonie 2012/13 doprowadził klub do pierwszego od 1930 roku mistrzostwa Luksemburga. We wrześniu 2017 został szkoleniowcem 1. FC Kaiserslautern.